# Guadalupe, Chihuahua
Guadalupe là một đô thị thuộc bang Chihuahua, México. Năm 2005, dân số của đô thị này là 9148 người.